# حسن رمضانی
حسن رمضانی (۱۳۳۶ روستای قدمگاه، نیشابور)، استاد علوم عقلی و عرفانی حوزه علمیه قم و از شاگردان حسن حسن‌زاده آملی است.
سید عزالدین زنجانی از استادان فلسفه وی در مشهد بوده‌است. سپس در قم دروس عالی را نزد فاضل لنکرانی، میرزا هاشم آملی، مکارم شیرازی و محمدابراهیم جناتی فراگرفت. بهاالدینی و حیدر آقا معجزه نیز از استادان وی بوده اما مهمترین استاد وی در هیئت، اخلاق، فلسفه و عرفان، حسن زاده آملی بوده‌است.
وی اکنون در هیئت تحریریه فلسفه و کلام مرکز فرهنگ و معارف قرآن قسمت دائرةالمعارف قرآن کریم عضویت دارد.
وی از استادان کتب عرفانی مانند «تمهید القواعد»، «فصوص الحکم»، «مصباح الانس»، «منازل السائرین»، و کتب فلسفی مانند «اسفار»، «شفاء» و «اشارات» و علوم ریاضی در حوزه علمیه قم می‌باشد.
حسن رمضانی از مدافعان فلسفه و عرفان اسلامی مرسوم در برابر منتقدان آن از جمله مکتب تفکیک (محمدرضا حکیمی) ابراز نظر کرده‌است. او با مخالفان فلسفه و تصوف اسلامی مانند میلانی مباحثه و مناظراتی داشته‌است.

## کتاب‌های منتشر شده
- تصحیح، تعلیق و شرح تمهید القواعد ابن ترکه
- گام نخستین
- ریاضت در عرف عرفان
- مروری بر آثار علامه حسن زاده آملی
- عرفان علامه طباطبایی (این کتاب، در عین حال که عرفان اسلامی را توضیح می‌دهد، بسیاری از اشکالات و شبهات علیه عرفان را پاسخ می‌گوید)
- عرفان در آیینه قرآن و روایات (عرفان عملی)
- عرفان در آیینه قرآن و روایات (عرفان نظری)
- نهایه الاشراف فی شرح اوصاف الاشراف
- برهان و جدل در قرآن
- توحید و انسان کامل در قرآن
- حدیث سهر

## شاگردان
ایشان طی سالیانی تدریس شاگردان بسیاری تربیت نمودند که از آن جمله می‌توان از افراد زیر یاد نمود: 
حجج اسلام:حسین قاسمی، حسین شهسواری، حمید اقبالی فر، محسن خاتمی شهرضایی، نجیبی، عادل هنان بحرانی، ابوداوود الحنین(علوم‌ غریبه)، عبدالرحمن ربیعی نجفی، شیخ فضیل جزایری، شیخ ابوشهاب بحرانی، سید مهدی علیمی (موجود گیلانی)، دکتر عبدالخالق مصری، رسول مزرئی .